# Arhipov
Arhipov je priimek več oseb:
- Abram Arhipov, ruski slikar
- Nikolaj Arsentjevič Arhipov, sovjetski letalski as
- Vasilij Sergejevič Arhipov, sovjetski general